# El cerdo
El cerdo és un muntatge teatral en castellà en forma de monòleg estrenat l'1 d'octubre de 1993 al Teatro Lope de Vega de Sevilla. Es basa en una adaptació feta per Antonio Andrés de la Peña de la novel·la de Raymond Cousse Stratégie pour deux jambons, roman cochon. L'únic protagonista és l'actor Juan Echanove, que va viure en una porcatera a Villanueva de Córdoba per tal de preparar-se el paper. El 16 de febrer de 1994 fou estrenada al Teatro Albéniz de Madrid.

## Argument
L'únic actor és un porc, tancat en una porcatera, que és un quadrat de quatre metres de costat, on es dedica a fer sentències moralistes per acceptar plenament el seu destí: engreixar per a morir des que el castren. Llegeix Blaise Pascal i Voltaire per tal de trobar sentit al seu destí final. Es tracta d'un intent d'animalitzar els comportaments de l'ésser humà i humanitzar l'animal.

## Premis
Juan Echanove va rebre el Fotogramas de Plata a la millor labor teatral de 1993 per la seva labor a aquesta obra.